# Eubostrichus gallica
Eubostrichus gallica is een rondwormensoort uit de familie van de Desmodoridae. De wetenschappelijke naam van de soort is voor het eerst geldig gepubliceerd in 1973 door Vitiello.

In worms aanwezig met status:Name never existed